# La Pinada
La Pinada és una muntanya de 617 metres que es troba entre els municipis d'Ivorra (Segarra) i de Torà (Solsonès).
Al cim podem trobar-hi un vèrtex geodèsic (referència 271107001).